# Goeldichironomus neopictus
Goeldichironomus neopictus är en tvåvingeart som beskrevs av Trivinho-strixino och Strixino 1998. Goeldichironomus neopictus ingår i släktet Goeldichironomus och familjen fjädermyggor. Inga underarter finns listade i Catalogue of Life.